# Tamina (Fluss)
Die Tamina ist ein etwa 30 km langer Fluss im Kanton St. Gallen. Sie ist ein linker und südsüdwestlicher Zufluss des Rheins.

## Name
Im Jahr 1050 wurde der Fluss als Tuminga erstmals schriftlich erwähnt. Die Deutung des Namens ist unsicher. Möglich wäre eine Ableitung vom altromanischen *tumbīnu „hügelig“ oder ein ursprünglich keltischer Flussname Tumīnia mit der Bedeutung „Schwellbach“.

## Geographie

### Verlauf
Aus mehreren Gebirgsbächen entsteht die Tamina an der Ostflanke des Piz Sardona (3057 m). Ihr Wasser stammt unter anderem aus dem Sardonagletscher und dem Chline Gletscher, beide auf über 2600 Metern Höhe. Sie sammelt sich in der Nähe der Sardonahütte und fliesst von West nach Ost durch das ganze Calfeisental. Sie versorgt bei St. Martin den Gigerwaldsee mit Frischwasser und entwässert diesen.
In Vättis mündet das Calfeisental in das Taminatal. Hier nimmt die Tamina den Görbsbach auf, der aus südlicher Richtung vom Kunkelspass (Kanton Graubünden) her fliesst. Ab Vättis fliesst das Flüsschen im nach Nordosten ausgerichteten Taminatal bis zum Mapraggsee, ein Speichersee der Kraftwerke Sarganserland. Wenig später durchquert es die bis zu 200 m tiefe Taminaschlucht. An deren Ausgang vereinigt sich die Tamina bei Bad Ragaz nach 30 Kilometern Gesamtlänge mit dem Alpenrhein.

### Einzugsgebiet
Das Einzugsgebiet der Tamina ist 155,48 km² gross und besteht zu 32,8 % aus bestockter Fläche, zu 28,4 % aus Landwirtschaftsfläche, zu 34,3 % aus unproduktiver Fläche und zu 1,8 % aus Gewässeroberflächen.
Flächenverteilung
Die Mittlere Höhe des Einzugsgebietes beträgt 1762 m ü. M., die Minimale Höhe liegt bei  500 m ü. M. und die Maximale Höhe bei 3236 m ü. M.

### Zuflüsse
- Chli Gletscher Bach (links), 2,3 km, 2,14 km²
- Tüfelsruns (links), 1,5 km
- Gamserälplibach (links), 2,4 km, 17,68 km², 0,94 m³/s
- Vorderer Plattenbach (links), 2,7 km, 2,31 km²
- Tristelbach (rechts)
- Ammannstobel(bach) (links), 2,0 km
- Schräabach (rechts), 1,5 km, 1,71 km²
- Malanserbach (links), 2,3 km, 1,24 km²
- Parlibach (rechts), 1,9 km, 1,33 km²
- Tellerbach (links), 3,1 km, 3,65 km², 0,15 m³/s
- Ebenensandbach (rechts)
- Fluetobel(bach) (rechts)
- Hochbach (links)
- Zeigertobel(bach) (rechts)
- Tersolbach (links)
- Görbsbach (rechts)
- Chrüzbach (links)
- Radeinbach (links)
- Saubach (links)
- Läuibach (links)
- Zanaibach (links)
- Oberbach (links)
- Chappelibach (links)
- Zanuzbach (links)
- Balenbach (links)
- Bergbach (rechts)

### Orte
Orte am Flusslauf von der Quelle zur Mündung sind:
- Vättis
- Valens
- Pfäfers
- Bad Ragaz

## Hydrologie
An der Mündung der Tamina in den Rhein beträgt ihre modellierte mittlere Abflussmenge (MQ) 5,59 m³/s. Ihr Abflussregimetyp ist nival alpin und ihre Abflussvariabilität beträgt 18.
Die Abflussmenge der Tamina schwankt im Laufe des Jahres relativ stark. Die höchsten Wasserstände wurden für die Monate Mai und Juni ermittelt. Ihren Höchststand erreicht die Abflussmenge mit 13,19 m³/s im Juni. Danach geht die Schüttung Monat für Monat merklich zurück und erreicht ihren niedrigsten Stand im Januar mit 1,85 m³/s, um zunächst recht langsam, ab April dann recht zügig anzusteigen.

## Brücken

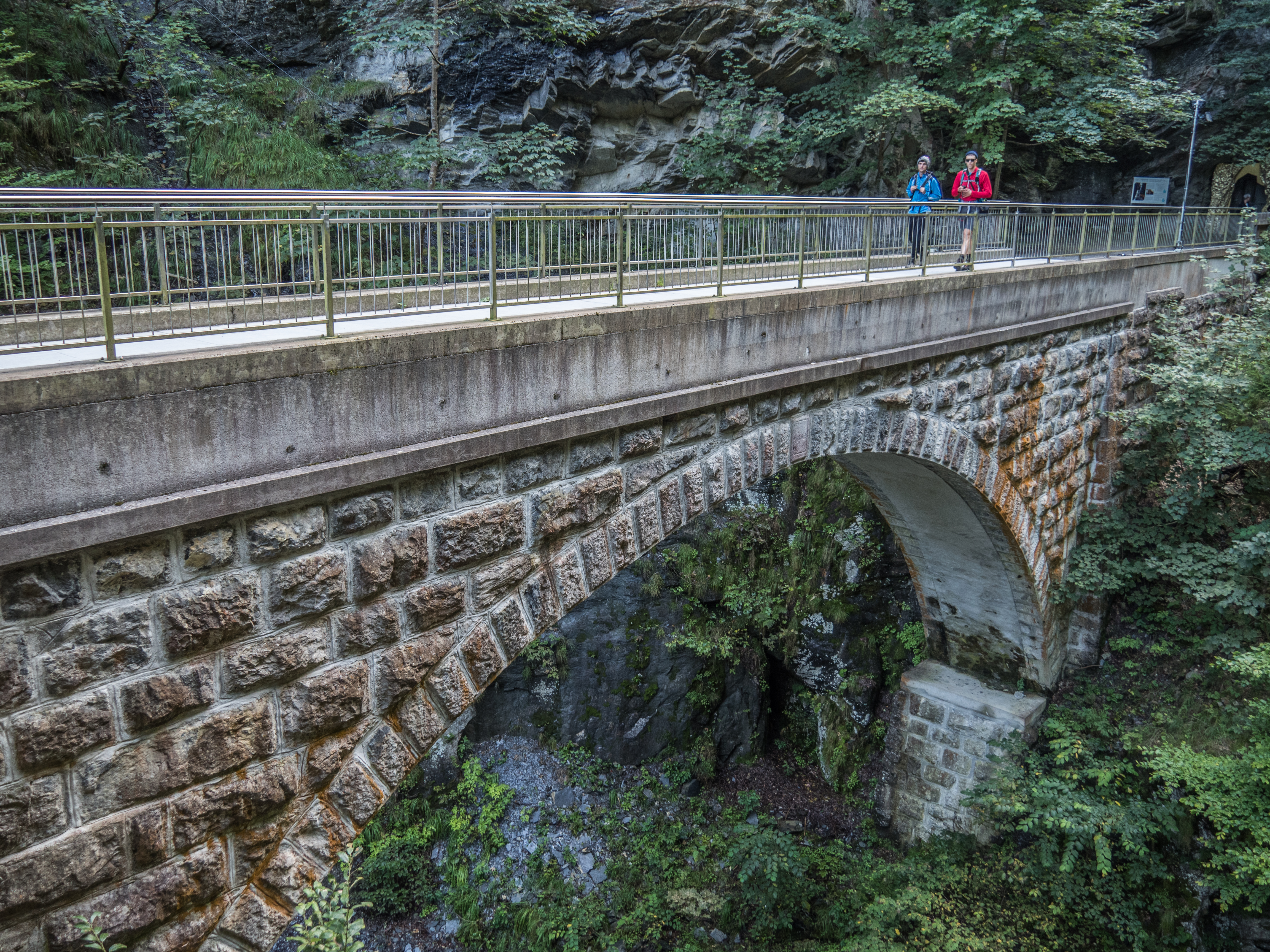
Quellenschlucht Brücke über die Tamina, Bad Pfäfers SG

Auf ihrem Weg wird die Tamina von über 30 Brücken überspannt. Die bedeutendste Brücke ist die 2017 eröffnete Taminabrücke als grösste und höchste Bogenbrücke der Schweiz.